# Epidendrum firmum
Epidendrum firmum är en orkidéart som beskrevs av Heinrich Gustav Reichenbach. Epidendrum firmum ingår i släktet Epidendrum och familjen orkidéer. Inga underarter finns listade i Catalogue of Life.